# Scolopendra puncticeps
Scolopendra puncticeps är en mångfotingart som beskrevs av Charles Thorold Wood 1861. Scolopendra puncticeps ingår i släktet Scolopendra och familjen Scolopendridae. Inga underarter finns listade i Catalogue of Life.